# أكسيد الكوبالت الثنائي
 أكسيد الكوبالت الثنائي  مركب كيميائي له الصيغة CoO ، ويكون على شكل مسحوق بلوري ذي لون أخضر زيتوني في الحالة النقية، لكنه يوجد غالباً في حالة شائبة ويكون لون المركب عندئذ رمادي غامق، وفي حال وجود الرطوبة فإنه يتأكسد بسهولة إلى هيدروكسيد الكوبالت الثلاثي.

## الخواص
- يعد مركب أكسيد الكوبالت الثنائي غير منحل عملياً في الماء، لكنه ينحل في الأحماض والقلويات.
- البنية البلورية لمركب أكسيد الكوبالت الثنائي مماثلة لكلوريد الصوديوم.

## التحضير
يحضر أكسيد الكوبالت الثنائي من التفكك الحراري لمركب هيدروكسيد الكوبالت الثنائي
Co(OH)2 → CoO + H2O
أو من أكسدة فلز الكوبالت نفسه عند درجات حرارة مرتفعة
Co + 1/2O2 → CoO

## الاستخدامات
- يستخدم أكسيد الكوبالت بشكل أساسي كخضاب في صناعة السيراميك والزجاج، حيث أن لديه خاصية تلوين مصهور كل من السيليكات، والألومينات والبورات والفوسفات باللون الأزرق. لذلك فإن الزجاج الأزرق دائماً يحوي على الكوبالت.